# Veronica fruticulosa
Veronica fruticulosa es una planta de la familia Plantaginaceae, tribu Veroniceae. 

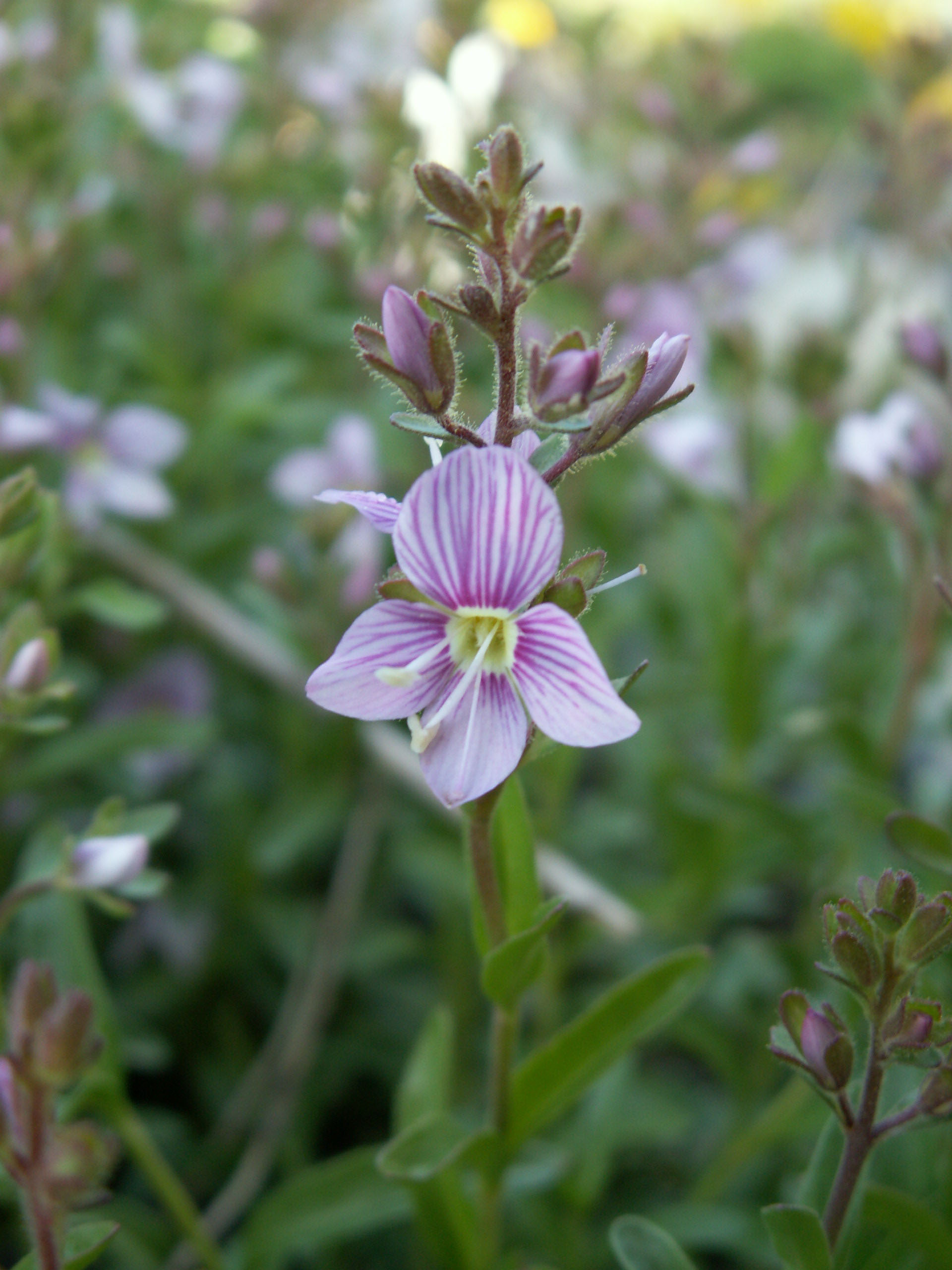
Detalle de la flor

## Descripción
Veronica fruticulosa  es una especie sufrútice con tallos que alcanzan un tamaño de 20 cm de altura, cortamente ascendentes o erectos, cubiertos de pelos cortos. Las hojas (de 12-20 × 2-6 mm, estrechamente ovales, ovales u ovadas, enteras o algo crenuladas o serruladas, glabras o cubiertas –no densamente– de pubescencia no glandulosa semejante a la del tallo, en especial dispuesta hacia el margen y a veces hacia el nervio medio, de subsésiles a muy cortamente pecioladas. La inflorescencia en racimo terminal, 8-15 flores; brácteas lineares a linear-lanceoladas o estrechamente ovales. Corola de 9- 12) mm de diámetro, de una rosa claro con venas purpúreas. El fruto es una cápsula ( de longitud similar a la anchura o poco mayor, poco comprimida, de anchamente oval a suborbicular, base redondeada, ápice ± redondeado y –con frecuencia– levemente emarginada. Semillas de 25-30 por cápsula, pardo anaranjadas. Tiene un número de cromosomas de 2n = 16.

## Distribución y hábitat
Se encuentra en fisuras soleadas de rocas en montañas, pastos alpinos, preferentemente en calizas; a una altitud de 2000-2700 metros en el sur de Europa; Pirineos, N del Macizo del Jura, Alpes, N de los Apeninos y Cárpatos. 

## Taxonomía
Veronica fruticulosa fue descrita por Carlos Linneo y publicado en Species Plantarum, Editio Secunda 1: 15. 1762
|Sinónimos: 
- Cardia fruticulosa (L.) Dulac
- Petrodora fruticulosa (L.) Fourr.[3]